# Agave murpheyi
Agave murpheyi är en sparrisväxtart som beskrevs av George Stacey Gibson. Agave murpheyi ingår i släktet Agave och familjen sparrisväxter. Inga underarter finns listade i Catalogue of Life.

## Bildgalleri

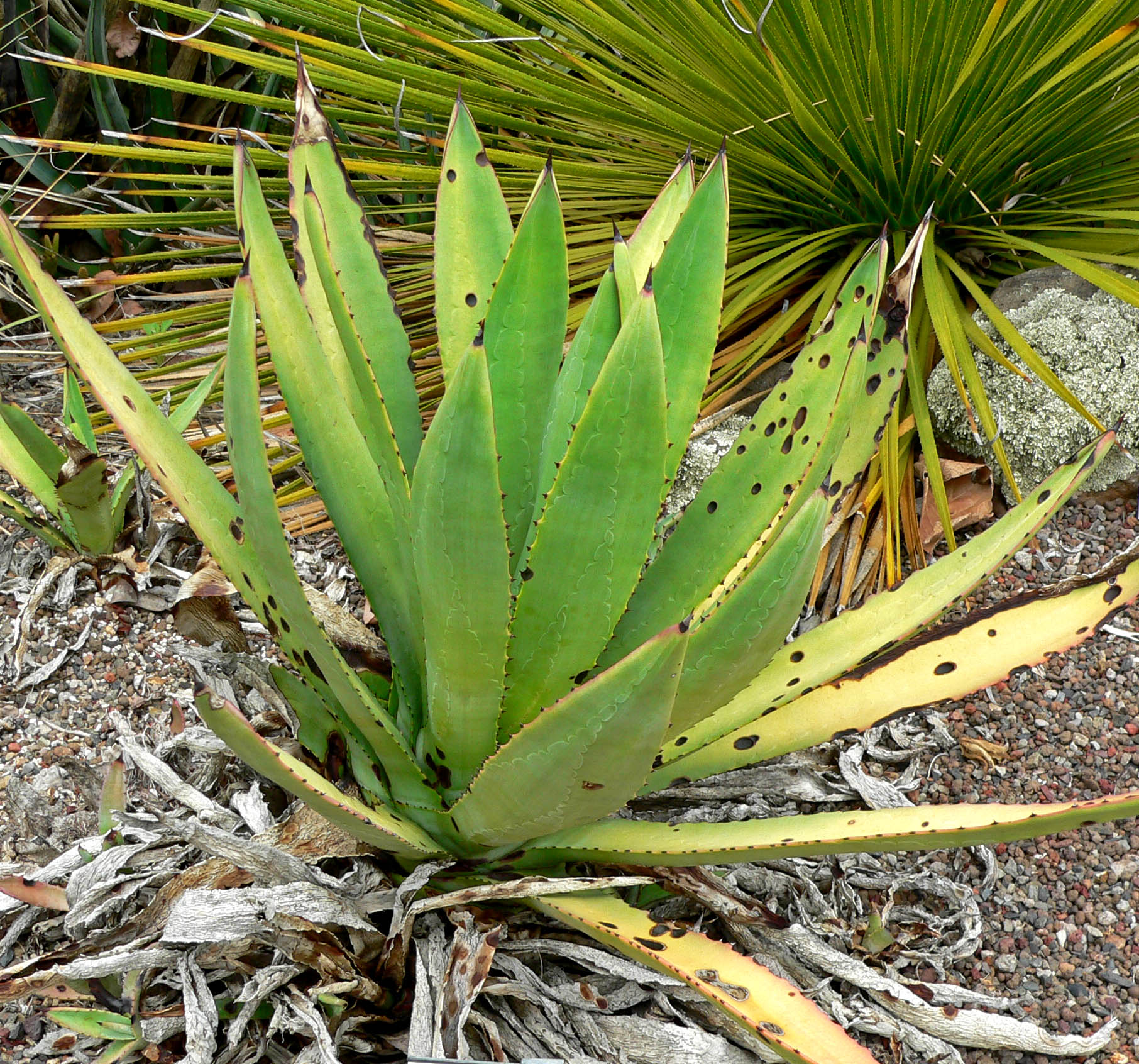
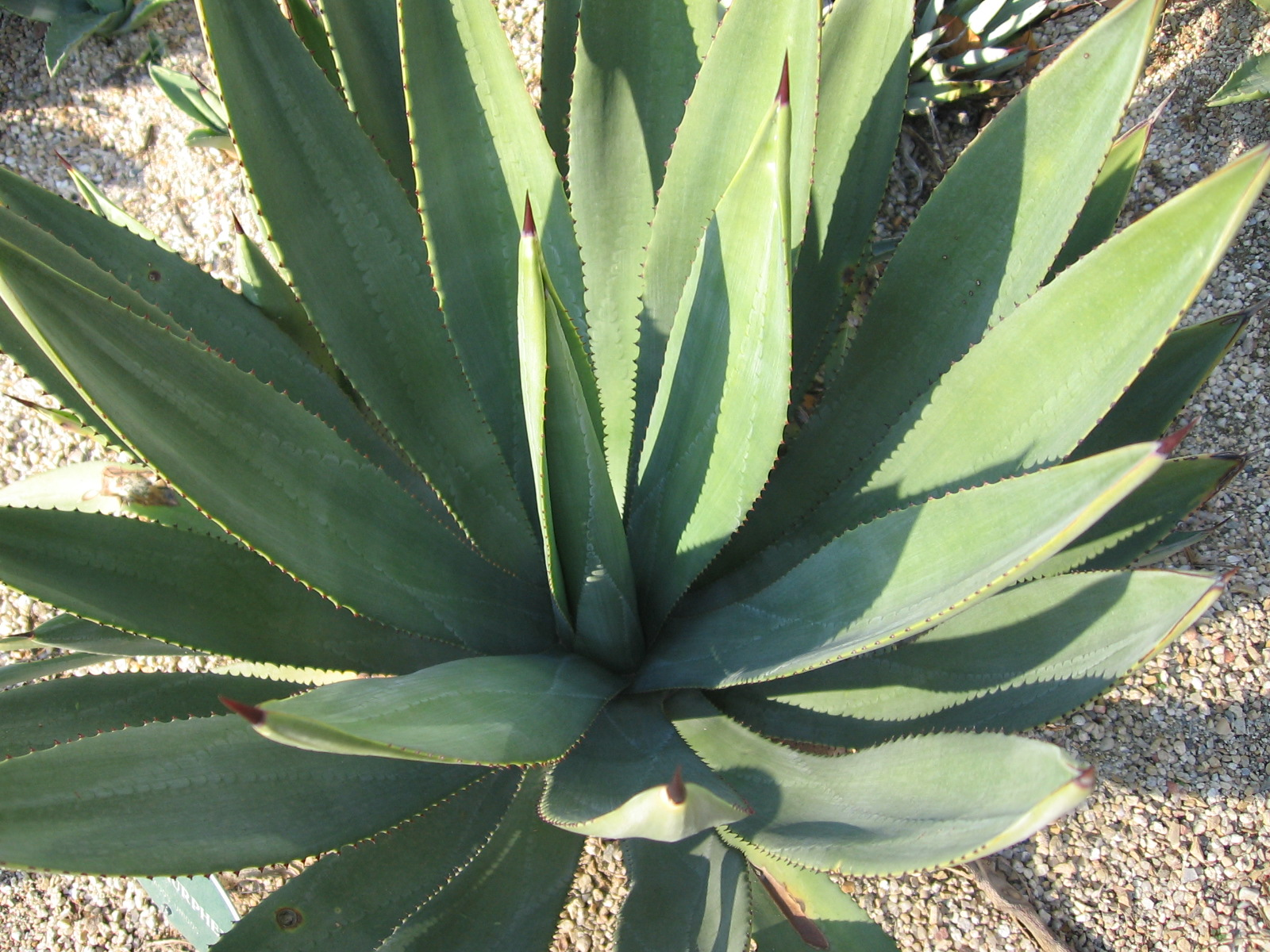
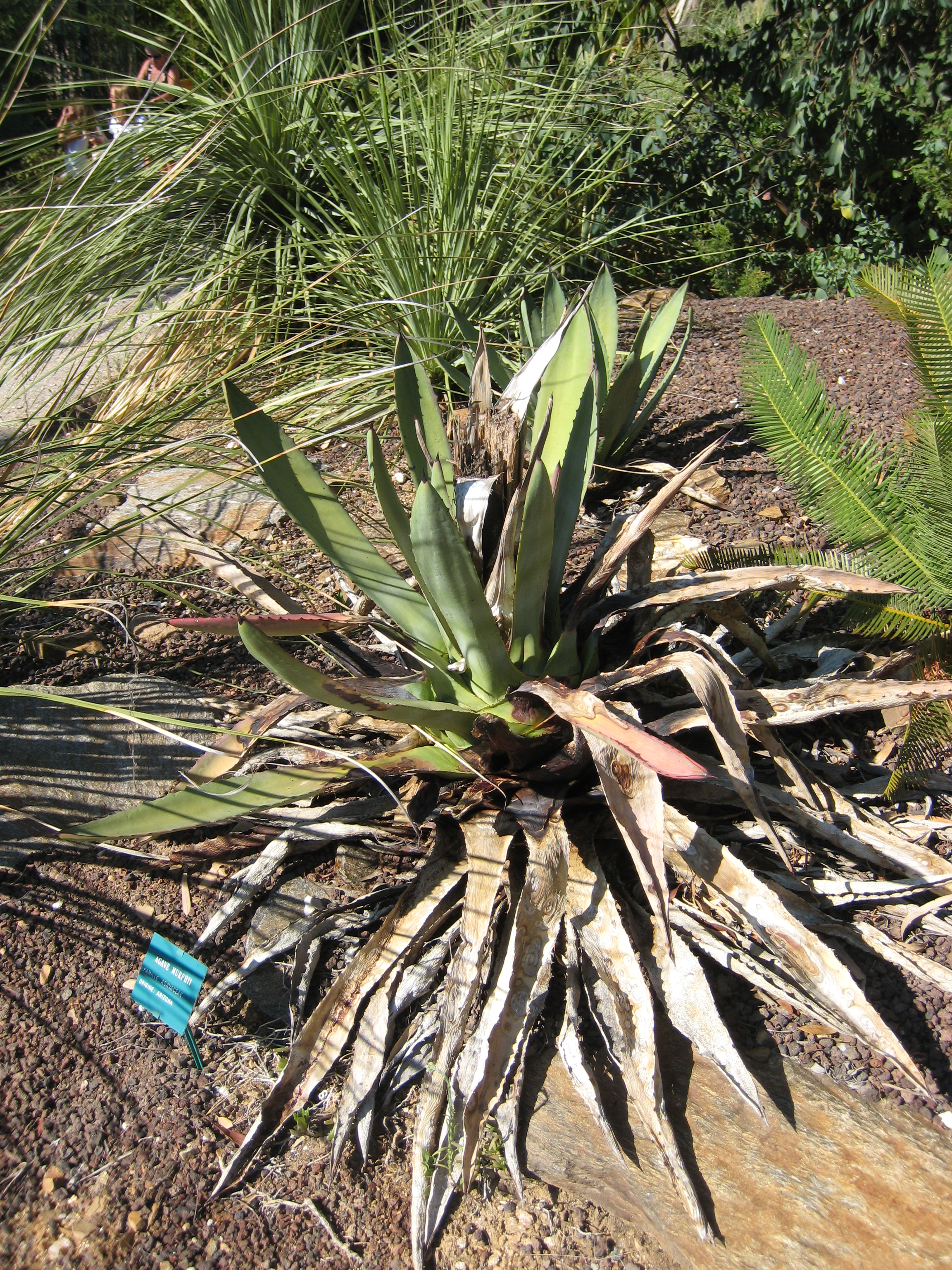